# Apeira ectocausta
Apeira ectocausta är en fjärilsart som beskrevs av Eugen Wehrli 1939. Apeira ectocausta ingår i släktet Apeira och familjen mätare. Inga underarter finns listade i Catalogue of Life.